# Boonville (Indiana)
Boonville – miasto w Stanach Zjednoczonych, w stanie Indiana, siedziba administracyjna hrabstwa Warrick.